# Tiest van Gestel
Tiest van Gestel, född 29 mars 1881, död 9 februari 1969, var en holländsk bågskytt. Han deltog vid olympiska sommarspelen 1920.